# ميخائيل جوزيف باور
ميخائيل جوزيف باور هو سياسي كندي، ولد في 23 فبراير 1834 في هاليفاكس في كندا، وتوفي في 11 يناير 1895. حزبياً، نشط في الحزب الليبرالي في نوفا سكوشا ‏. وقد انتخب عضو مجلس نواب نوفا سكوتيا.